# بی‌گناه (فیلم)
بی‌گناه (انگلیسی: Presumed Innocent) فیلمی در ژانر جنایی و مرموز به کارگردانی آلن جی پاکولا است که در سال ۱۹۹۰ منتشر شد. این فیلم در سال ۱۹۹۰ هشتمین فیلم پرفروش در آمریکا شد.

## بازیگران
- هریسون فورد
- رائول هولیا
- برایان دنهی
- بانی بدیلیا
- پل وینفیلد
- جان اسپنسر
- کریستین استابروک
- جو گریفاسی
- تام ماردیروسیان